# Karl von Frisch
Vitez Karl von Frisch, avstrijski etolog, nobelovec, * 20. november 1886, Dunaj, Avstro-Ogrska (sedaj Avstrija), † 12. junij 1982, München, ZRN.
Njegova odkritja na področju vedenja čebel so bistveno pripomogla k razumevanju delovanja žuželčjih čutil. Za svoj prispevek znanosti je leta 1973 prejel Nobelovo nagrado za fiziologijo ali medicino, skupaj s Konradom Lorenzom in z Nikom Tinbergenom.

## Življenje
Von Frisch se je rodil v znani družini zdravnikov in naravoslovcev kot najmlajši od štirih bratov, vsi od katerih so kasneje postali univerzitetni profesorji. Njegov oče je bil kirurg in urolog Anton Ritter von Frisch, strici po materini strani pa fiziolog Sigmund Exner in fizika Franz Serafin Exner ter Karl Exner. Sprva je odšel na Dunaj študirat medicino, leta 1908 pa je odšel na Univerzo v Münchnu in se preusmeril v zoologijo. Na Univerzi na Dunaju je doktoriral leta 1910.
Po doktoratu je postal asistent Richarda Hertwiga v zoološkem inštitutu Univerze v Münchnu, kjer je pridobil licenco za visokošolskega profesorja zoologije in primerjalne anatomije. Leta 1921 je odšel na Univerzo v Rostocku kot profesor in direktor zoološke fakultete. Med letoma 1923 in 1925 je deloval na Univerzi v Wrocławu, nato pa je nadomestil svojega mentorja v Münchnu, kjer so pod njegovim vodstvom zgradili nov zoološki inštitut. Med drugo svetovno vojno so bile stavbe inštituta uničene in von Frisch je odšel na Univerzo v Gradcu, po obnovi leta 1950 pa se je vrnil v München. Tudi po upokojitvi leta 1958 je ostal aktiven raziskovalec in častni profesor.

## Raziskovalno delo
Po doktoratu se je sprva ukvarjal z ribami. Z natančnimi poskusi je dokazal, da pisanci prepoznavajo barve. Ta ugotovitev je nasprotovala do tedaj uveljavljenem mnenju, da so vsi predstavniki »nižjih« skupin organizmov, kot so nevretenčarji in ribe, barvno slepi, zaradi česar je prišel v konflikt z uglednimi sodobniki, med njimi direktorjem Münchenske očesne klinike Karlom von Hessom. Po tistem je s Pavlovo metodo pogojevanja dokazal, da imajo ribe sposobnost sluha, kar je bilo ponovno v nasprotju z uveljavljenimi pogledi. Dognal je celo, da pod vodo slišijo in razločujejo zvoke celo bolje kot ljudje.
Leta 1919 se je preusmeril na čebele, natančneje kranjsko sivko, kjer je prav tako želel dokazati, da razločujejo barve. Bil je namreč mnenja, da bi taka sposobnost dala evolucijsko prednost čebelam, ki morajo iskati raznobarvne rastlinske cvetove, na katerih nabirajo nektar in pelod. Razvil je danes klasično serijo poskusov, s katerimi je čebele pogojeval z barvo - na obarvane kvadrate je položil posodice s sladkano vodo. Kasneje so čebele, ki so povezale barvo tega predmeta z virom hrane, priletale in se zadrževale na predmetih ustrezne barve (ne pa na sosednjih predmetih drugih barv), tudi če tam ni bilo hrane. Na podoben način je preučeval razlikovanje vonjev in okusov.
Med temi poskusi je opazil, da čebele skavtke rekrutirajo druge delavke iz panja k viru hrane, kar je vodilo k njegovemu najznamenitejšemu odkritju. Da bi ugotovil, kako sporočijo položaj hrane drugim, je izdelal panj s steklenimi stranicami in opazoval dogajanje v njem. Opazil je dva tipična vedenjska vzorca: če je bil vir hrane oddaljen največ 50 do 75 metrov, je skavtka krožila po površini satu, kar je spodbudilo delavke k iskanju v bližnji okolici. Če pa je bila hrana bolj oddaljena, je izvajala poseben ritual, ki mu danes pravimo zibajoči ples. V vzorcu osmice je krožila po satju in v ravnem delu pozibavala z zadkom. Von Frisch je nato spreminjal lego in oddaljenost hrane, s čimer je ugotovil, da ravni del tega vzorca daje informacijo o obojem - dolžina je sorazmerna z razdaljo od panja do hrane, kot glede na navpičnico pa s kotom med lego sonca in lego hrane glede na panj. Ostale delavke se razporedijo okrog »plešoče« skavtke in zaznavajo njeno gibanje ter orientacijo s svojimi tipalnicami, nato pa izletijo iz panja v pravi smer. Zunaj letijo približno do nakazane razdalje in se nazadnje na podlagi vonja skavtke usmerijo do prave vrste cveta.
Von Frischevi kasnejši poskusi so med drugim dokazali, da so čebele sposobne zaznavati polarizacijo svetlobe; vzorec polarizacije in predmete v okolici panja uporabljajo kot orientirje, če je sonce skrito za oblaki.

## Izbor del
- Der Farben- und Formensinn der Bienen. V: Zoologische Jahrbücher (Physiologie) 35, 1–188, (1914–15)
- Über den Geruchssinn der Bienen und seine blütenbiologische Bedeutung. V: Zoologische Jahrbücher (Physiologie) 37, 1–238 (1919)
- Über die Sprache der Bienen. Eine tierpsychologische Untersuchung. V: Zoologische Jahrbücher (Physiologie) 40, 1–186 (1923)
- Aus dem Leben der Bienen. Springer Verlag Berlin (1927)
- Untersuchung über den Sitz des Gehörsinnes bei der Elritze. V: Zeitschrift für vergleichende Physiologie 17, 686–801 (1932), it R. Stetter
- Über den Geschmacksinn der Bienen. V: Zeitschrift für vergleichende Physiologie 21, 1–156 (1934)
- Du und das Leben – Eine moderne Biologie für Jedermann. (1936)
- Über einen Schreckstoff der Fischhaut und seine biologische Bedeutung. V: Zeitschrift für vergleichende Physiologie 29, 46–145 (1941)
- Die Tänze der Bienen. In: Österreichische Zoologische Zeitschrift 1, 1–48 (1946)
- Die Polarisation des Himmelslichtes als orientierender Faktor bei den Tänzen der Bienen. V: Experientia (Basel) 5, 142–148 (1949)
- Die Sonne als Kompaß im Leben der Bienen. V: Experientia (Basel) 6, 210–221 (1950)
- Das kleine Insektenbuch. Insel Verlag (1961)
- Tanzsprache und Orientierung der Bienen. Springer-Verlag Berlin/Heidelberg/New York (1965)
- Aus dem Leben der Bienen. Springer-Verlag Berlin/Heidelberg/New York (9. izdaja 1977), ISBN 3-540-08212-3
- Erinnerungen eines Biologen. Springer-Verlag, Berlin/Göttingen/Heidelberg 1957 (avtobiografija)
- Tiere als Baumeister. Ullstein, Frankfurt a.M. 1974. ISBN 3-550-07028-4
- Zwölf kleine Hausgenossen, rororo Sachbuch, Rowohlt Taschenbuchverlag, Reinbek 1976 ISBN 3-499-16966-5